# Polystachya oreocharis
Polystachya oreocharis är en orkidéart som beskrevs av Rudolf Schlechter. Polystachya oreocharis ingår i släktet Polystachya och familjen orkidéer.
Artens utbredningsområde är Madagaskar. Inga underarter finns listade i Catalogue of Life.